# Agrotis obesa
Agrotis obesa é uma espécie de insetos lepidópteros, mais especificamente de traças, pertencente à família Noctuidae.
A autoridade científica da espécie é Jean-Baptiste Alphonse Dechauffour de BoisduvalBoisduval, tendo sido descrita no ano de 1829.
Trata-se de uma espécie presente no território português.